# Avoir des actionnaires
L'avoir des actionnaires est la totalité de ce que les actionnaires ordinaires ont investi dans  une entreprise, directement ou par le réinvestissement des bénéfices.
Il est composé du capital-actions, du surplus d'apport, des bénéfices non répartis et des prêts d'actionnaires en excluant le capital-actions privilégié.